# RUNNING to HORIZON
『RUNNING to HORIZON』（ランニング・トゥ・ホライズン）は宇都宮隆が2001年8月1日にリリースした10thシングル。

## 解説
Rojam Entertainment移籍後の初となるシングル。
1989年にリリースされた小室哲哉のソロデビュー曲をカバーした楽曲。なお原曲とは一部歌詞が変更されている（変更箇所は同じく小室みつ子が担当）他、タイトル表記も「to」のみ小文字表記となっている（本家オリジナル版は全て大文字表記）。
カップリングは木根尚登の作曲。
現在は廃盤となっている。

## 収録曲
| 全作詞: 小室みつ子、全編曲: 久保こーじ、中堅工房。 |                                              |            |          |      |
| #                                                  | タイトル                                     | 作詞       | 作曲     | 時間 |
| 1.                                                 | 「RUNNING to HORIZON」                       | 小室みつ子 | 小室哲哉 | 4:19 |
| 2.                                                 | 「HUNDRED NIGHTS, HUNDRED STORIES」          | 小室みつ子 | 木根尚登 | 4:48 |
| 3.                                                 | 「RUNNING to HORIZON (TV MIX)」              | 小室みつ子 | 小室哲哉 | 4:18 |
| 4.                                                 | 「HUNDRED NIGHTS, HUNDRED STORIES (TV Mix)」 | 小室みつ子 | 木根尚登 | 4:46 |
| 合計時間:                                          | 合計時間:                                    | 合計時間:  | 18:11    |      |

## 収録アルバム
- LOVE-iCE (#1,#2、#1はOTASOO MIX)
- TAKASHI UTSUNOMIYA THE BEST 2000-2004 (#1)
- TAKASHI UTSUNOMIYA ORIGINAL SINGLES 1992-2003 (#1,#2)